# Louis-Pierre-Pantaléon Resnier
Pour les articles homonymes, voir Resnier.
Louis-Pierre-Pantaléon Resnier, né le 28 novembre 1752 à Paris où il est mort le 8 octobre 1807, est un auteur dramatique, critique littéraire et homme politique français.

## Biographie
Après avoir écrit en collaboration deux comédies, il devient sous-bibliothécaire au collège des Quatre-Nations. Il entre ensuite au Moniteur où il rédige les comptes-rendus des pièces de théâtre et des œuvres littéraires d'actualité. De 1795 à 1800, il occupe le poste de garde du dépôt au ministère des Affaires étrangères. Il est nommé sénateur en 1799 et promu au grade de commandeur de la Légion d'honneur en 1804.
Resnier est inhumé au Panthéon. On possède de lui un buste sculpté par Clodion, conservé au château de Versailles.

## Théâtre
- La Bonne Femme, ou le Phénix, parodie d'Alceste, en 2 actes, en vers mêlés de vaudevilles et de danses, avec Pierre-Antoine-Augustin de Piis, Jean-Baptiste-Denis Desprès et Pierre-Yves Barré, Paris, Comédiens italiens ordinaires du Roi, 7 juillet 1776
- L'Opéra de province, nouvelle parodie d'Armide, en 2 actes et en vers, mêlés de vaudeville, avec Pierre-Antoine-Augustin de Piis, Jean-Baptiste-Denis Desprès et Pierre-Yves Barré, Paris, Comédiens italiens ordinaires du roi, 17 décembre 1777

## Sources
- Pierre Larousse, Grand dictionnaire universel du XIXe siècle, vol. 13, 1875, p. 1034
- « Louis-Pierre-Pantaléon Resnier », dans Adolphe Robert et Gaston Cougny, Dictionnaire des parlementaires français, Edgar Bourloton, 1889-1891 [détail de l’édition]